# Dendrobium rhombopetalum
Dendrobium rhombopetalum är en orkidéart som beskrevs av Friedrich Fritz Wilhelm Ludwig Kraenzlin. Dendrobium rhombopetalum ingår i släktet Dendrobium, och familjen orkidéer.
Artens utbredningsområde är Sumatera. Inga underarter finns listade i Catalogue of Life.